# Wapen van Monaco
Het wapen van Monaco is gelijk aan dat van het staatshoofd, prins Albert II.
Het wapen is rood en zilver geschaakt. Om het schild heen hangt de orde van St. Karel. De schildhouders zijn twee gewapende monniken.
Onderaan het schild hangt het motto: Deo Juvante of "Met gods hulp" en slaat op de inneming van Monaco en stichting van het prinsdom door François Grimaldi in 1297. Destijds is het wapen ontstaan; Grimaldi's soldaten verkleedden zich als monniken, met zwaarden tussen hun habijten.
Albanië · Andorra · Azerbeidzjan · België · Bosnië en Herzegovina · Bulgarije · Denemarken · Duitsland · Estland · Finland · Frankrijk · Georgië · Griekenland · Hongarije · Ierland · IJsland · Italië · Kosovo · Kroatië · Letland · Liechtenstein · Litouwen · Luxemburg · Malta · Moldavië · Monaco · Montenegro · Nederland · Noord-Macedonië · Noorwegen · Oekraïne · Oostenrijk · Polen · Portugal · Roemenië · Rusland · San Marino · Servië · Slovenië · Slowakije · Spanje · Transnistrië · Tsjechië · Turkije · Vaticaanstad · Verenigd Koninkrijk · Wit-Rusland · Zweden · Zwitserland

Afhankelijke gebieden: Åland · Faeröer · Gibraltar · Guernsey · Jersey · Man

Betwiste gebieden: Abchazië · Adzjarië